# Prophétie de saint Malachie

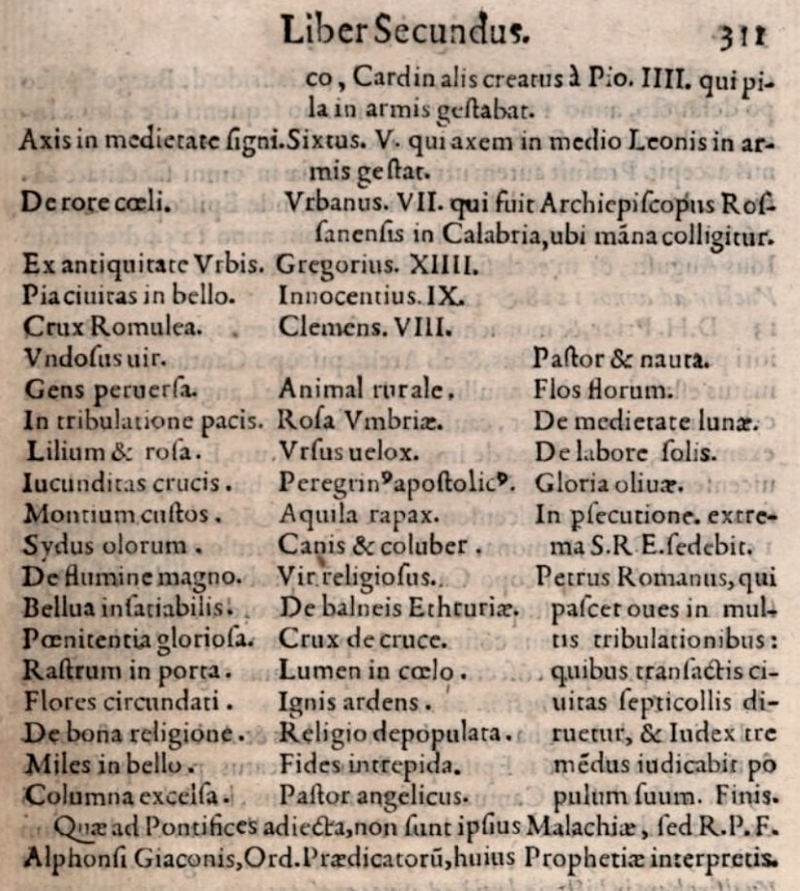
Édition du Lignum Vitæ, 1595,
p. 311.

La prophétie de saint Malachie ou prophétie des papes est un texte ésotérique en latin, de type prophétique et eschatologique, que son premier éditeur attribue à Malachie d'Armagh (1094-1148), évêque d'Irlande. Il n'apparaît cependant qu'à la fin du XVIe siècle sous la plume d'Arnold Wion et il est largement admis que Malachie n'en est pas l'auteur.

## Historique

### Premier conclave de 1590
Avant même l'apparition de ce texte, des « roues » avec gravures et devises énigmatiques avaient circulé pour influencer les participants à plusieurs conclaves.

### Date de rédaction et inspiration
La première apparition de la prophétie des papes est due à Arnold Wion en 1590, il la publie dans son Lignum Vitæ en 1595. Aucun des contemporains de Malachie d'Armagh ne mentionne une telle prophétie.
Le père jésuite Claude-François Ménestrier publie en 1689 une Réfutation des prétendues prophéties de saint Malachie, s'interrogeant sur le fait que personne n'a entendu parler de cette prophétie pendant quatre siècles et demi avant son apparition en 1590. Il observe qu'elle ne tient pas compte de tous les antipapes et que les devises antérieures à 1590 sont des jeux de mots précis sur le nom, l'origine ou les armes des papes, tandis que celles postérieures à 1590 ne sont que des évocations du type de règne que les papes vont mener.
L'historien Jacques Halbronn fait remarquer que l'un des chapitres du Siracide comporte de nombreux éléments ayant servi pour les dernières devises.
Certaines erreurs de copies sont les mêmes que celles des Notices des papes publiées par Onofrio Panvinio en 1557, ce qui conduit à penser que le faussaire qui a écrit la prophétie de Malachie s'est basé sur ce texte pour écrire les devises.
Pour O'Brien : « Tout nous porte à penser que l'auteur de la prophétie et celui qui l'a interprétée sont en fait une seule et même personne. Le prétendu interprète, qui savait que saint Nicolas était né à Patara, n'a pas songé que d'autres pouvaient ne pas être au courant de ce fait, et que par conséquent l'explication ne leur apporterait rien. »

## Postérité
La prophétie est régulièrement évoquée lors des conclaves. Elle a notamment ressurgi au moment de l'élection de François, qui correspondrait au dernier pape dans la prophétie, juste avant la fin des temps, et à nouveau après son décès.

## Papes et antipapes de 1143 à 1595
O'Brien a affirmé que les papes suivants étaient ceux auxquels la prophétie faisait référence. Le texte original des devises (en gras), du nom du pape et des explications — y compris l'orthographe et la ponctuation — est reproduit dans les lignes bleues (grises pour les antipapes). 
La ligne d'en dessous contient la numérotation, une traduction et des commentaires, non présents dans l'édition originale.
| Papes et antipapes de 1143 à 1590 (pré-publication) | Papes et antipapes de 1143 à 1590 (pré-publication) | Papes et antipapes de 1143 à 1590 (pré-publication) | Papes et antipapes de 1143 à 1590 (pré-publication) | Papes et antipapes de 1143 à 1590 (pré-publication) | Papes et antipapes de 1143 à 1590 (pré-publication)                                        |
|                                                     | Devise (Traduction)                                 | Nom de règne (dates)                                | Nom                                                 | Explication de Lignum Vitæ | Armoiries                                                                                  |
| --------------------------------------------------- | --------------------------------------------------- | --------------------------------------------------- | --------------------------------------------------- | --- | ------------------------------------------------------------------------------------------ |
| Ex caſtro Tiberis.                                  | Ex caſtro Tiberis.                                  | Cœleſtinus. ij.                                     | Cœleſtinus. ij.                                     | Typhernas. | Typhernas.                                                                                 |
| 1.                                                  | Du château du Tibre                                 | Célestin II (1143–1144)                             | Guido de Castello                                   | Un habitant de Tifernum. Célestin II est né à Città di Castello — anciennement appelée Tifernum-Tiberinum — sur les rives du Tibre. |                                                                                            |
| Inimicus expulſus.                                  | Inimicus expulſus.                                  | Lucius. ij.                                         | Lucius. ij.                                         | De familia Caccianemica. | De familia Caccianemica.                                                                   |
| 2.                                                  | L'ennemi chassé                                     | Lucius II (1144–1145)                               | Gherardo Caccianemici del Orso                      | De la famille Caccianemici. Selon Wion, cette devise fait référence au nom de famille de Lucius II, Caccianemici : en italien, « Cacciare » signifie « expulser » et « nemici » se traduit par « ennemis »,. Bien qu'on considère traditionnellement qu'il ait appartenu à cette famille, il est peu vraisemblable que ce soit réellement le cas. De plus, même s'il avait fait partie de cette famille, le surnom Caccianemici est certainement postérieur à sa mort.                                           |                                                                                            |
| Ex magnitudine mõtis.                               | Ex magnitudine mõtis.                               | Eugenius. iij.                                      | Eugenius. iij.                                      | Patria Ethruſcus oppido Montis magni. | Patria Ethruſcus oppido Montis magni.                                                      |
| 3.                                                  | De la grandeur de la montagne                       | Eugène III (1145–1153)                              | Bernardo dei Paganelli di Montemagno                | Toscan, de la ville de Montemagno. Selon Wion, la devise se rapporte à la ville natale d'Eugène III, Montemagno, un village près de Pise,. D'autres sources indiquent qu'il est né à Pise, au sein d'une famille modeste,. |                                                                                            |
| Abbas Suburranus.                                   | Abbas Suburranus.                                   | Anaſtaſius. iiij.                                   | Anaſtaſius. iiij.                                   | De familia Suburra. | De familia Suburra.                                                                        |
| 4.                                                  | L'abbé de Subure                                    | Anastase IV (1153–1154)                             | Corrado di Suburra                                  | D'une famille de Subure,. Né à Rome, dans le quartier de Subure. |                                                                                            |
| De rure albo.                                       | De rure albo.                                       | Adrianus. iiij.                                     | Adrianus. iiij.                                     | Vilis natus in oppido Sancti Albani. | Vilis natus in oppido Sancti Albani.                                                       |
| 5.                                                  | De la campagne blanche                              | Adrien IV (1154–1159)                               | Nicholas Breakspear                                 | Né humblement dans la ville de St Albans Référence au lieu de naissance d'Adrien IV, près de St Albans dans le Hertfordshire,. Adrien IV fut également évêque d'Albano. Bien que traditionnellement présenté comme le supérieur des chanoines de l'abbaye Saint-Ruf d'Avignon, plusieurs historiens ont depuis établi qu'il appartenait en fait au clergé séculier. |                                                                                            |
| Ex tetro carcere.                                   | Ex tetro carcere.                                   | Victor. iiij.                                       | Victor. iiij.                                       | Fuit Cardinalis S. Nicolai in carcere Tulliano. | Fuit Cardinalis S. Nicolai in carcere Tulliano.                                            |
| 6.                                                  | D'un affreux cachot                                 | Victor IV (antipape) (1159–1164)                    | Ottaviano Monticello                                | Il était cardinal de Saint-Nicolas en prison. Victor IV a été cardinal de San Nicola in Carcere, une basilique romaine dont le nom signifie Saint-Nicolas en prison, de 1138 à 1151,. Par ailleurs, soutenu par l'empereur Frédéric Ier, il fit jeter en prison le véritable pape, Alexandre III. |                                                                                            |
| Via Tranſtiberina.                                  | Via Tranſtiberina.                                  | Calliſtus. iij. [sic]                               | Calliſtus. iij. [sic]                               | Guido Cremenſis Cardinalis S. Mariæ Tranſtiberim. | Guido Cremenſis Cardinalis S. Mariæ Tranſtiberim.                                          |
| 7.                                                  | La route au-delà du Tibre                           | Calixte III (antipape) (1168–1178)                  | Giovanni de Struma                                  | Guido da Crema, cardinal de Sainte-Marie-du-Trastevere Wion intervertit les noms et l'ordre des antipapes Calixte III (Giovanni de Struma) et Pashal III (Guido da Crema). C'est en effet Pascal, et non Calixte, qui est né Guido da Crema et qui a porté le titre de Sainte-Marie-du-Trastevere ; la devise s'applique donc à Pascal III,. |                                                                                            |
| De Pannonia Thuſciæ.                                | De Pannonia Thuſciæ.                                | Paſchalis. iij. [sic]                               | Paſchalis. iij. [sic]                               | Antipapa. Hungarus natione, Epiſcopus Card. Tuſculanus. | Antipapa. Hungarus natione, Epiſcopus Card. Tuſculanus.                                    |
| 8.                                                  | De la Pannonie de Toscane                           | Pascal III (antipape) (1164–1168)                   | Guido da Crema                                      | Antipape. Hongrois de naissance, cardinal-évêque de Tusculum. Comme mentionné ci-dessus, cette devise ne s'applique pas à Pascal III mais à Calixte III qui est peut-être né en Hongrie, ancienne Pannonie,. Toutefois, Calixte était cardinal-évêque d'Albano, pas de Tusculum. |                                                                                            |
| Ex anſere cuſtode.                                  | Ex anſere cuſtode.                                  | Alexander. iij.                                     | Alexander. iij.                                     | De familia Paparona. | De familia Paparona.                                                                       |
| 9.                                                  | De l'oie protectrice                                | Alexandre III (1159–1181)                           | Rolando Bandinelli                                  | De la famille Paparoni. Alexandre III est connu pour faire partie de la famille Bandinelli, connue plus tard sous le nom de famille Paparona, dont les armoiries représentaient une oie. Il existe toujours un débat au sujet de l'appartenance d'Alexandre III à cette famille,. |                                                                                            |
| Lux in oſtio.                                       | Lux in oſtio.                                       | Lucius. iij.                                        | Lucius. iij.                                        | Lucenſis Card. Oſtienſis. | Lucenſis Card. Oſtienſis.                                                                  |
| 10.                                                 | La lumière à la porte d'entrée (ou à l'embouchure)  | Lucius III (1181–1185)                              | Ubaldo Allucingoli                                  | Un cardinal d'Ostie originaire de Lucques. La devise est un jeu de mots sur « Lucius » ou « Lucca » — nom de la ville de Lucques en italien — et « Ostie ». Lucius III fut cardinal-évêque d'Ostie de 1158 à 1181,. |                                                                                            |
| Sus in cribro.                                      | Sus in cribro.                                      | Vrbanus. iij.                                       | Vrbanus. iij.                                       | Mediolanenſis, familia cribella, quæ Suem pro armis gerit. | Mediolanenſis, familia cribella, quæ Suem pro armis gerit.                                 |
| 11.                                                 | Le porc sur un tamis                                | Urbain III (1185–1187)                              | Uberto Crivelli                                     | Un Milanais, de la famille Cribella (Crivelli), qui porte un cochon sur ses armoiries. Le nom de famille d'Urbain III Crivelli signifie en italien « crible » ou « tamis ». Les armoiries de sa famille comportaient un crible et deux cochons,. |                                                                                            |
| Enſis Laurentii.                                    | Enſis Laurentii.                                    | Gregorius. viij.                                    | Gregorius. viij.                                    | Card. S. Laurentii in Lucina, cuius inſignia enſes falcati. | Card. S. Laurentii in Lucina, cuius inſignia enſes falcati.                                |
| 12.                                                 | Le glaive de Laurent                                | Grégoire VIII (1187)                                | Alberto di Morra                                    | Cardinal de San Lorenzo in Lucina, dont les armoiries sont des épées courbées. Grégoire VIII était cardinal-prêtre de la basilique San Lorenzo in Lucina, et ses armoiries représentaient des épées entrecroisées,. De plus, en 1187, dans la bulle pontificale Audita tremendi, il exhorte la chrétienté à reprendre l'épée contre Saladin qui vient de reprendre Jérusalem et appelle à la troisième croisade.                                                                                                 |                                                                                            |
| De Schola exiet.                                    | De Schola exiet.                                    | Clemens. iij.                                       | Clemens. iij.                                       | Romanus, domo Scholari. | Romanus, domo Scholari.                                                                    |
| 13.                                                 | Il sortira de l'école                               | Clément III (1187–1191)                             | Paolo Scolari                                       | Un Romain, de la maison de Scolari. Cette devise est un jeu de mots sur le nom de famille de Clément III, « scolari » signifiant « élèves » en italien,. |                                                                                            |
| De rure bouenſi.                                    | De rure bouenſi.                                    | Cœleſtinus. iij.                                    | Cœleſtinus. iij.                                    | Familia Bouenſi. | Familia Bouenſi.                                                                           |
| 14.                                                 | De la campagne aux bœufs (ou aux vaches)            | Célestin III (1191–1198)                            | Giacinto di Pietro di Bobone                        | De la famille Bovensi La référence aux bœufs est un jeu de mots sur le nom de famille de Célestin III, Bobone. |                                                                                            |
| Comes Signatus.                                     | Comes Signatus.                                     | Innocentius. iij.                                   | Innocentius. iij.                                   | Familia Comitum Signiæ. | Familia Comitum Signiæ.                                                                    |
| 15.                                                 | Le comte de Segni                                   | Innocent III (1198–1216)                            | Lotario dei Conti di Segni                          | Famille des comtes de Signia (Segni) Référence directe au nom de famille d'Innocent III,. |                                                                                            |
| Canonicus de latere.                                | Canonicus de latere.                                | Honorius. iij.                                      | Honorius. iij.                                      | Familia Sabella, Canonicus S. Ioannis Lateranensis. | Familia Sabella, Canonicus S. Ioannis Lateranensis.                                        |
| 16.                                                 | Le chanoine issu du flanc (ou du côté)              | Honorius III (1216–1227)                            | Cencio Savelli                                      | De la famille Savelli, chanoine de Saint-Jean-de-Latran L'affirmation de Wion selon laquelle Honorius III a été chanoine de la basilique Saint-Jean-de-Latran est contestée par un certain nombre d'historiens,. La devise est un jeu de mots sur le nom de la basilique. |                                                                                            |
| Auis Oſtienſis.                                     | Auis Oſtienſis.                                     | Gregorius. ix.                                      | Gregorius. ix.                                      | Familia Comitum Signiæ Epiſcopus Card. Oſtienſis. | Familia Comitum Signiæ Epiſcopus Card. Oſtienſis.                                          |
| 17.                                                 | L'oiseau d'Ostie                                    | Grégoire IX (1227–1241)                             | Ugolino dei Conti di Segni                          | De la famille des comtes de Segni, cardinal-évêque d'Ostie. Avant son élection à la papauté, Ugolino dei Conti était cardinal-évêque d'Ostie, et un aigle était représenté sur ses armoiries,. |                                                                                            |
| Leo Sabinus.                                        | Leo Sabinus.                                        | Cœleſtinus iiij.                                    | Cœleſtinus iiij.                                    | Mediolanenſis, cuius inſignia Leo, Epiſcopus Card. Sabinus. | Mediolanenſis, cuius inſignia Leo, Epiſcopus Card. Sabinus.                                |
| 18.                                                 | Le lion sabin                                       | Célestin IV (1241)                                  | Goffredo Castiglioni                                | Milanais, dont les armes représentent un lion, cardinal-évêque de Sabina. Célestin IV était cardinal-évêque de Sabina et portait un lion sur ses armoiries,. |                                                                                            |
| Comes Laurentius.                                   | Comes Laurentius.                                   | Innocentius iiij.                                   | Innocentius iiij.                                   | domo flisca, Comes Lauaniæ, Cardinalis S. Laurentii in Lucina. | domo flisca, Comes Lauaniæ, Cardinalis S. Laurentii in Lucina.                             |
| 19.                                                 | Le comte Laurent                                    | Innocent IV (1243–1254)                             | Sinibaldo Fieschi                                   | De la maison Flisca (Fieschi), comte de Lavagna, cardinal de San Lorenzo in Lucina. Wion explique que la devise fait référence au père d'Innocent IV, le comte de Lavagna, et à son titre de cardinal-prêtre de la basilique San Lorenzo in Lucina, |                                                                                            |
| Signum Oſtienſe.                                    | Signum Oſtienſe.                                    | Alexander iiij.                                     | Alexander iiij.                                     | De comitibus Signiæ, Epiſcopus Card. Oſtienſis. | De comitibus Signiæ, Epiſcopus Card. Oſtienſis.                                            |
| 20.                                                 | L'étendard d'Ostie                                  | Alexandre IV (1254–1261)                            | Rinaldo Conti di Segni                              | Des comtes de Segni, cardinal-évêque d'Ostie. Alexandre IV était cardinal-évêque d'Ostie et membre de la famille Conti-Segni,, comme son oncle Grégoire IX et le pape Innocent III. |                                                                                            |
| Hieruſalem Campanię.                                | Hieruſalem Campanię.                                | Vrbanus iiii.                                       | Vrbanus iiii.                                       | Gallus, Trecenſis in Campania, Patriarcha Hieruſalem. | Gallus, Trecenſis in Campania, Patriarcha Hieruſalem.                                      |
| 21.                                                 | La Jérusalem de Champagne                           | Urbain IV (1261–1264)                               | Jacques Pantaléon                                   | Du pays de France, de Troyes en Champagne, Patriarche de Jérusalem. La devise fait référence au lieu de naissance d'Urbain IV, Troyes en Champagne, ainsi qu'à son titre de Patriarche de Jerusalem,. |                                                                                            |
| Draco depreſſus.                                    | Draco depreſſus.                                    | Clemens iiii.                                       | Clemens iiii.                                       | cuius inſignia Aquila vnguibus Draconem tenens. | cuius inſignia Aquila vnguibus Draconem tenens.                                            |
| 22.                                                 | Le dragon abaissé                                   | Clément IV (1265–1268)                              | Gui Foucois                                         | Dont le blason représente un aigle tenant un dragon dans ses serres. Les armes de Clément IV représentent un aigle tenant un dragon dans ses serres,. |                                                                                            |
| Anguinus uir.                                       | Anguinus uir.                                       | Gregorius. x.                                       | Gregorius. x.                                       | Mediolanenſis, Familia vicecomitum, quæ anguẽ pro inſigni gerit. | Mediolanenſis, Familia vicecomitum, quæ anguẽ pro inſigni gerit.                           |
| 23.                                                 | L'homme semblable au serpent                        | Grégoire X (1271–1276)                              | Tebaldo Visconti                                    | Un Milanais, de la famille Visconti, qui porte un serpent sur ses armoiries. Le blason de la famille Visconti représente un serpent en train de dévorer un enfant mâle. Les sources divergent quant au fait que Grégoire X ait repris les armes de sa famille comme armoiries papales,. |                                                                                            |
| Concionator Gallus.                                 | Concionator Gallus.                                 | Innocentius. v.                                     | Innocentius. v.                                     | Gallus, ordinis Prædicatorum. | Gallus, ordinis Prædicatorum.                                                              |
| 24.                                                 | Le prédicateur français                             | Innocent V (1276)                                   | Pierre de Tarentaise                                | Un Français, de l'ordre des prédicateurs. Innocent V naît dans les États de Savoie, actuellement le Sud-Est de la France, et fut professeur au collège de Sorbonne,. |                                                                                            |
| Bonus Comes.                                        | Bonus Comes.                                        | Adrianus. v.                                        | Adrianus. v.                                        | Ottobonus familia Fliſca ex comitibus Lauaniæ. | Ottobonus familia Fliſca ex comitibus Lauaniæ.                                             |
| 25.                                                 | Le bon comte                                        | Adrien V (1276)                                     | Ottobono de Fieschi                                 | Ottobono, de la famille Fieschi, des comtes de Lavagna. La famille Fieschi règne sur le comté de Lavagna. La devise comporte également un jeu de mots sur le prénom d'Adrien V, Ottobono,. |                                                                                            |
| Piſcator Thuſcus.                                   | Piſcator Thuſcus.                                   | Ioannes. xxi.                                       | Ioannes. xxi.                                       | antea Ioannes Petrus Epiſcopus Card. Tuſculanus. | antea Ioannes Petrus Epiſcopus Card. Tuſculanus.                                           |
| 26.                                                 | Le pêcheur toscan                                   | Jean XXI (1276–1277)                                | Pedro Julião                                        | Anciennement Jean Pierre, cardinal-évêque de Tusculum. Jean XXI a reçu comme nom de baptême le prénom de saint Pierre, qui était pêcheur. Il a également été cardinal-évêque de Tusculum,. |                                                                                            |
| Roſa compoſita.                                     | Roſa compoſita.                                     | Nicolaus. iii.                                      | Nicolaus. iii.                                      | Familia Vrſina, quæ roſam in inſigni gerit, dictus compoſitus. | Familia Vrſina, quæ roſam in inſigni gerit, dictus compoſitus.                             |
| 27.                                                 | La rose bien arrangée                               | Nicolas III (1277–1280)                             | Giovanni Gaetano Orsini                             | De la famille Ursina (Orsini), dont les armoiries portent une rose. Nicolas III, membre de la famille Orsini, reprend comme armoiries papales les armes de sa famille, à peine modifiées, avec une rose sur le chef de son blason,. |                                                                                            |
| Ex teloneo liliacei Martini.                        | Ex teloneo liliacei Martini.                        | Martinus. iiii.                                     | Martinus. iiii.                                     | cuius inſignia lilia, canonicus, & theſaurarius S. Martini Turonen[sis]. | cuius inſignia lilia, canonicus, & theſaurarius S. Martini Turonen[sis].                   |
| 28.                                                 | Du bureau de percepteur de Saint-Martin-des-Lys     | Martin IV (1281–1285)                               | Simon de Brion                                      | Dont les armes sont des lys, chanoine et trésorier de Saint-Martin de Tours. Martin IV était chanoine et trésorier de Saint-Martin de Tours, en France. Toutefois, l'assertion de Wion concernant les fleurs de lys des armoiries de Simon de Brion est incorrecte. |                                                                                            |
| Ex roſa leonina.                                    | Ex roſa leonina.                                    | Honorius. iiii.                                     | Honorius. iiii.                                     | Familia Sabella inſignia roſa à leonibus geſtata. | Familia Sabella inſignia roſa à leonibus geſtata.                                          |
| 29.                                                 | De la rose du lion                                  | Honorius IV (1285–1287)                             | Giacomo Savelli                                     | De la famille Sabella (Savelli), ses armes représentent un rose portée par des lions. Les armoiries d'Honorius IV — celles de la famille Savelli dont il est issu — représentent au chef du blason une rose et deux lions,. |                                                                                            |
| Picus inter eſcas.                                  | Picus inter eſcas.                                  | Nicolaus. iiii.                                     | Nicolaus. iiii.                                     | Picenus patria Eſculanus. | Picenus patria Eſculanus.                                                                  |
| 30.                                                 | Le griffon parmi les aliments                       | Nicolas IV (1288–1292)                              | Girolamo Masci                                      | Un Picénien, originaire d'Asculum (Ascoli). Cette devise est vraisemblablement un obscur jeu de mots sur le lieu de naissance de Nicolas IV, Ascoli, dans le Picenum,. |                                                                                            |
| Ex eremo celſus.                                    | Ex eremo celſus.                                    | Cœleſtinus. v.                                      | Cœleſtinus. v.                                      | Vocatus Petrus de morrone Eremita. | Vocatus Petrus de morrone Eremita.                                                         |
| 31.                                                 | Issu du désert, d'où il a été élevé                 | Célestin V (1294)                                   | Pietro de Morrone                                   | Appelé Pierre de Morrone, un ermite. Avant son élection, Célestin V était un moine ermite (eremita, littéralement un habitant de l'eremus, le désert),. |                                                                                            |
| Ex undarũ bn̑dictione.                               | Ex undarũ bn̑dictione.                               | Bonifacius. viii.                                   | Bonifacius. viii.                                   | Vocatus prius Benedictus, Caetanus, cuius inſignia undæ. | Vocatus prius Benedictus, Caetanus, cuius inſignia undæ.                                   |
| 32.                                                 | De la bénédiction des flots                         | Boniface VIII (1294–1303)                           | Benedetto Caetani                                   | Anciennement nommé Benoît, de Gaeta, dont les armes portent des vagues. Les armes de Boniface VIII sont traversées par « une jumelle ondée d'azur », deux lignes de vagues parallèles. La devise constitue également un jeu de mots sur le lieu de naissance de Boniface VIII — il a vu le jour à Gaeta, ville maritime du Latium — et sur son prénom — Benedetto signifie également béni,. |                                                                                            |
| Concionator patereus.                               | Concionator patereus.                               | Benedictus. xi.                                     | Benedictus. xi.                                     | qui uocabatur Frater Nicolaus, ordinis Prædicatorum. | qui uocabatur Frater Nicolaus, ordinis Prædicatorum.                                       |
| 33.                                                 | Le prêcheur de Patare                               | Benoît XI (1303–1304)                               | Niccolò di Boccassio                                | Qu'on appelait Frère Nicolas, de l'ordre des Prêcheurs. Benoît XI était membre de l'ordre des Prêcheurs, et son homonyme Nicolas de Myre (saint Nicolas) est né à Patara.. |                                                                                            |
| De feſſis aquitanicis.                              | De feſſis aquitanicis.                              | Clemens V.                                          | Clemens V.                                          | natione aquitanus, cuius inſignia feſſæ erant. | natione aquitanus, cuius inſignia feſſæ erant.                                             |
| 34.                                                 | Des fasces d'Aquitaine                              | Clément V (1305–1314)                               | Bertrand de Got                                     | Aquitain de naissance, dont les armes sont des fasces. Clément V était évêque de Saint-Bertrand-de-Comminges en Aquitaine, avant de devenir archevêque de Bordeaux, toujours en Aquitaine. Ses armoiries comportent trois barres horizontales, appelées « fasces » en langage héraldique,. |                                                                                            |
| De ſutore oſſeo.                                    | De ſutore oſſeo.                                    | Ioannes XXII.                                       | Ioannes XXII.                                       | Gallus, familia Oſſa, Sutoris filius. | Gallus, familia Oſſa, Sutoris filius.                                                      |
| 35.                                                 | D'un cordonnier osseux                              | Jean XXII (1316–1334)                               | Jacques Duèze                                       | Un Français, de la famille Ossa, fils d'un cordonnier. Le nom de famille de Jean XXII était Duèze ou d'Euse, le second pouvant être traduit en latin par « Ossa » (littéralement « des os »), le nom que Wion mentionne. La croyance populaire qui veut qu'Arnaud Duèze — le père de Jean XXII — ait été cordonnier ne s'appuie sur aucun élément tangible, : il était banquier. |                                                                                            |
| Coruus ſchiſmaticus.                                | Coruus ſchiſmaticus.                                | Nicolaus V.                                         | Nicolaus V.                                         | qui uocabatur F. Petrus de corbario, contra Ioannem XXII. Antipapa Minorita. | qui uocabatur F. Petrus de corbario, contra Ioannem XXII. Antipapa Minorita.               |
| 36.                                                 | Le corbeau schismatique                             | Nicolas V (antipape) (1328–1330)                    | Pietro Rainalducci di Corvaro                       | Il était appelé Frère Pierre de Corbarium (Corvaro), l'antipape franciscain opposé à Jean XXII. La devise est un jeu de mots qui fait référence au nom de famille de Pietro di Corvaro,. |                                                                                            |
| Frigidus Abbas.                                     | Frigidus Abbas.                                     | Benedictus XII.                                     | Benedictus XII.                                     | Abbas Monaſterii fontis frigidi. | Abbas Monaſterii fontis frigidi.                                                           |
| 37.                                                 | L'abbé froid                                        | Benoît XII (1334–1342)                              | Jacques Fournier                                    | Père abbé du monastère de la source froide. Benoît XII était le supérieur de l'abbaye Sainte-Marie de Fontfroide, littéralement « la source froide »,. |                                                                                            |
| De roſa Attrebatenſi.                               | De roſa Attrebatenſi.                               | Clemens VI.                                         | Clemens VI.                                         | Epiſcopus Attrebatenſis, cuius inſignia Roſæ. | Epiſcopus Attrebatenſis, cuius inſignia Roſæ.                                              |
| 38.                                                 | De la rose d'Arras                                  | Clément VI (1342–1352)                              | Pierre Roger de Beaufort                            | Évêque d'Arras, dont les armoiries sont des roses. Clément VI fut évêque d'Arras (en latin, Episcopus Attrebatensis) et il y avait six roses sur les armoiries papales,. |                                                                                            |
| De mõtibus Pãmachii.                                | De mõtibus Pãmachii.                                | Innocentius VI.                                     | Innocentius VI.                                     | Cardinalis SS. Ioannis & Pauli. T. Panmachii, cuius inſignia ſex montes erant. | Cardinalis SS. Ioannis & Pauli. T. Panmachii, cuius inſignia ſex montes erant.             |
| 39.                                                 | Des montagnes de Pammaque                           | Innocent VI (1352–1362)                             | Étienne Aubert                                      | Cardinal de Saint-Jean-et-Saint-Paul, Titulus de Pammachus, dont les armes représentent six montagnes. Innocent VI était cardinal-prêtre de la basilique Santi Giovanni e Paolo, fondée par Pammaque. Wion et Panvinio décrivent ses armes comme représentant six montagnes,. |                                                                                            |
| Gallus Vicecomes.                                   | Gallus Vicecomes.                                   | Vrbanus V.                                          | Vrbanus V.                                          | nuncius Apoſtolicus ad Vicecomites Mediolanenſes. | nuncius Apoſtolicus ad Vicecomites Mediolanenſes.                                          |
| 40.                                                 | Le vicomte français                                 | Urbain V (1362–1370)                                | Guillaume de Grimoard                               | Nonce apostolique auprès des Visconti de Milan. Urbain V était français. Wion indique qu'il fut nonce apostolique auprès des Visconti de Milan. |                                                                                            |
| Nouus de uirgine forti.                             | Nouus de uirgine forti.                             | Gregorius XI.                                       | Gregorius XI.                                       | qui uocabatur Petrus Belfortis, Cardinalis S. Mariæ nouæ. | qui uocabatur Petrus Belfortis, Cardinalis S. Mariæ nouæ.                                  |
| 41.                                                 | L'homme nouveau né d'une jeune fille courageuse     | Grégoire XI (1370–1378)                             | Pierre Roger de Beaufort                            | Appelé Belfortis (Beaufort), cardinal de Sainte-Marie-la-Nouvelle. La devise fait référence à la fois au nom de famille de Grégoire XI et à son titre de cardinal de Santa Maria Nuova,. |                                                                                            |
| Decruce Apoſtolica. [sic]                           | Decruce Apoſtolica. [sic]                           | Clemens VII.                                        | Clemens VII.                                        | qui fuit Preſbyter Cardinalis SS. XII. Apoſtolorũ cuius inſignia Crux. | qui fuit Preſbyter Cardinalis SS. XII. Apoſtolorũ cuius inſignia Crux.                     |
| 42.                                                 | De la croix des apôtres                             | Clément VII (antipape) (1378–1394)                  | Robert de Genève                                    | Qui était cardinal-prêtre des Saints-Apôtres, dont les armes étaient une croix. Les armoiries de Clément VII représentent une croix, et il était cardinal-prêtre des Saints-Apôtres,. |                                                                                            |
| Luna Coſmedina.                                     | Luna Coſmedina.                                     | Benedictus XIII.                                    | Benedictus XIII.                                    | antea Petrus de Luna, Diaconus Cardinalis S. Mariæ in Coſmedin. | antea Petrus de Luna, Diaconus Cardinalis S. Mariæ in Coſmedin.                            |
| 43.                                                 | La lune du Cosmedin                                 | Benoît XIII (antipape) (1394–1423)                  | Pedro de Luna                                       | Anciennement Pedro de Luna, cardinal-diacre de Sainte-Marie-du-Cosmedin. La devise cite le nom de Benoît XIII, ainsi que son titre de cardinal-diacre de Sainte-Marie-du-Cosmedin,. |                                                                                            |
| Schiſma Barchinoniũ.                                | Schiſma Barchinoniũ.                                | Clemens VIII.                                       | Clemens VIII.                                       | Antipapa, qui fuit Canonicus Barchinonenſis. | Antipapa, qui fuit Canonicus Barchinonenſis.                                               |
| 44.                                                 | Le schisme des Barcelonais                          | Clément VIII (antipape) (1423–1429)                 | Gil Sanchez Muñoz y Carbón                          | Antipape qui fut chanoine de Barcelone, nommée Barcino en latin,. |                                                                                            |
| De inferno prægnãti.                                | De inferno prægnãti.                                | Vrbanus VI.                                         | Vrbanus VI.                                         | Neapolitanus Pregnanus, natus in loco quæ dicitur Infernus. | Neapolitanus Pregnanus, natus in loco quæ dicitur Infernus.                                |
| 45.                                                 | De l'enfer fécond                                   | Urbain VI (1378–1389)                               | Bartolomeo Prignano                                 | Natif de Naples, né dans un lieu appelé l'Enfer. Le nom de famille d'Urbain VI était Prignano, et il était né dans un quartier de Naples, appelé Inferno (l'Enfer). La devise est un double jeu de mots sur ces faits,. |                                                                                            |
| Cubus de mixtione.                                  | Cubus de mixtione.                                  | Bonifacius. IX.                                     | Bonifacius. IX.                                     | familia tomacella à Genua Liguriæ orta, cuius inſignia Cubi. | familia tomacella à Genua Liguriæ orta, cuius inſignia Cubi.                               |
| 46.                                                 | Le cube formé d'un mélange                          | Boniface IX (1389–1404)                             | Pietro Tomacelli                                    | De la famille Tomacelli, qui vient de Gênes en Ligurie, dont les armes étaient des cubes. Les armoiries de Boniface IX comportent une bande en damier,. Aucune source ne confirme les liens entre Boniface IX et la ville de Gênes en Ligurie. |                                                                                            |
| De meliore ſydere.                                  | De meliore ſydere.                                  | Innocentius. VII.                                   | Innocentius. VII.                                   | uocatus Coſmatus de melioratis Sulmonenſis, cuius inſignia ſydus. | uocatus Coſmatus de melioratis Sulmonenſis, cuius inſignia ſydus.                          |
| 47.                                                 | D'un astre meilleur                                 | Innocent VII (1404–1406)                            | Cosimo de' Migliorati                               | Appelé Cosimo de Migliorati de Sulmona, dont les armes représentent une étoile. La devise est un jeu de mots basé sur le nom d'Innoncent VII, « meilleur » (melior), et sur ses armoiries, sur lesquelles est représentée une étoile filante,. L'explication donne bien le lieu de naissance d'Innocent VII, Sulmona, ville italienne des Abruzzes. |                                                                                            |
| Nauta de Ponte nigro.                               | Nauta de Ponte nigro.                               | Gregorius XII.                                      | Gregorius XII.                                      | Venetus, commendatarius eccleſiæ Nigropontis. | Venetus, commendatarius eccleſiæ Nigropontis.                                              |
| 48.                                                 | Le nautonier venu de Négrepont                      | Grégoire XII (1406–1415)                            | Angelo Correr                                       | Un Vénitien, commendataire de l'église de Negroponte. Grégoire XII est né à Venise — d'où le terme marin, ici dans le sens qui vient de la mer. Il était également commendataire de Chalcis, ville alors appelée Negroponte (en français : Négrepont),. |                                                                                            |
| Flagellum ſolis.                                    | Flagellum ſolis.                                    | Alexander. V.                                       | Alexander. V.                                       | Græcus Archiepiſcopus Mediolanenſis, inſignia Sol. | Græcus Archiepiſcopus Mediolanenſis, inſignia Sol.                                         |
| 49.                                                 | Le fouet du soleil                                  | Alexandre V (antipape) (1409–1410)                  | Pietro Filargo da Candia                            | Un Grec, archevêque de Milan, dont les armes sont un soleil. On trouve un soleil sur les armes d'Alexandre V, la forme ondulée des rayons peut expliquer la référence au fouet,. Il est archevêque de Milan de 1402 à 1409. |                                                                                            |
| Ceruus Sirenæ.                                      | Ceruus Sirenæ.                                      | Ioannes XXIII.                                      | Ioannes XXIII.                                      | Diaconus Cardinalis S. Euſtachii, qui cum ceruo depingitur, Bononiæ legatus, Neapolitanus. | Diaconus Cardinalis S. Euſtachii, qui cum ceruo depingitur, Bononiæ legatus, Neapolitanus. |
| 50.                                                 | Le cerf de la sirène                                | Jean XXIII (antipape) (1410–1415)                   | Baldassarre Cossa                                   | Cardinal-diacre de Saint-Eustache, qui est représenté avec un cerf, légat de Bologne, un napolitain. Jean XXIII était cardinal-diacre de Saint-Eustache dont la basilique est dédiée à Eustache de Rome souvent représenté avec un cerf. Jean XXIII est originaire de Naples, ville autrefois symbolisée par les sirènes de l'Odyssée, et a été légat de Bologne. |                                                                                            |
| Corona ueli aurei.                                  | Corona ueli aurei.                                  | Martinus V.                                         | Martinus V.                                         | familia colonna, Diaconus Cardinalis S. Georgii ad uelum aureum. | familia colonna, Diaconus Cardinalis S. Georgii ad uelum aureum.                           |
| 51.                                                 | La couronne du voile d'or                           | Martin V (1417–1431)                                | Oddone Colonna                                      | De la famille Colonna, cardinal-diacre de San Giorgio in Velabro. La devise est une référence à la famille de Martin V, la famille Colonna, dont les armoiries représentent une colonne surmontée d'une couronne, et à son titre cardinalice de San Giorgio in Velabro, qu'on peut traduire par « Saint Georges du Voile d'or », |                                                                                            |
| Lupa Cœleſtina.                                     | Lupa Cœleſtina.                                     | Eugenius. IIII.                                     | Eugenius. IIII.                                     | Venetus, canonicus antea regularis Cœleſtinus, & Epiſcopus Senẽſis. | Venetus, canonicus antea regularis Cœleſtinus, & Epiſcopus Senẽſis.                        |
| 52.                                                 | La louve céleste                                    | Eugène IV (1431–1447)                               | Gabriele Condulmer                                  | Un Vénitien, ancien chanoine des Célestins, évêque de Sienne. Si Eugène IV est bien né à Venise, et s'il a effectivement été évêque de Sienne de 1407 à 1409,— dont l'emblème est une louve, il n'a jamais appartenu à l'ordre des Célestins, mais bien à celui des augustins. |                                                                                            |
| Amator Crucis.                                      | Amator Crucis.                                      | Felix. V.                                           | Felix. V.                                           | qui uocabatur Amadæus Dux Sabaudiæ, inſignia Crux. | qui uocabatur Amadæus Dux Sabaudiæ, inſignia Crux.                                         |
| 53.                                                 | L'amoureux de la croix                              | Félix V (antipape) (1439–1449)                      | Amédée, duc de Savoie                               | Qui était appelé Amédée, duc de Savoie, ses armes étaient une croix. La devise est une référence au prénom de Félix V, Amadeus — en latin Amadeus, « celui qui aime Dieu » — ainsi qu'aux armoiries de Savoie, qui représentent une croix. Félix V les utilise comme armes papales,. |                                                                                            |
| De modicitate Lunæ.                                 | De modicitate Lunæ.                                 | Nicolaus V.                                         | Nicolaus V.                                         | Lunenſis de Sarzana, humilibus parentibus natus. | Lunenſis de Sarzana, humilibus parentibus natus.                                           |
| 54.                                                 | Des faibles ressources de la lune                   | Nicolas V (1447–1455)                               | Tommaso Parentucelli                                | Un Lunensi de Sarzana, né de parents modestes. Nicolas V naît à Sarzana, dans le diocèse de Luni dont le nom ancien était Luna,. Son père, médecin mais peu fortuné, meurt durant son adolescence. |                                                                                            |
| Bos paſcens.                                        | Bos paſcens.                                        | Calliſtus. III.                                     | Calliſtus. III.                                     | Hiſpanus, cuius inſignia Bos paſcens. | Hiſpanus, cuius inſignia Bos paſcens.                                                      |
| 55.                                                 | Le bœuf paissant                                    | Calixte III (1455–1458)                             | Alfonso Borgia                                      | Un Espagnol, dont les armes portent un bœuf paissant. Les armoiries de Calixte III — celles de la famille Borgia — représentent un bœuf en train de paître,. Il est le premier des trois papes Borgia. |                                                                                            |
| De Capra & Albergo.                                 | De Capra & Albergo.                                 | Pius. II.                                           | Pius. II.                                           | Senenſis, qui fuit à Secretis Cardinalibus Capranico & Albergato. | Senenſis, qui fuit à Secretis Cardinalibus Capranico & Albergato.                          |
| 56.                                                 | De la chèvre et de l'auberge                        | Pie II (1458–1464)                                  | Enea Silvio Piccolomini                             | Originaire de Sienne, qui fut secrétaire des cardinaux Capranica et Albergati. Pie II fut effectivement secrétaire des cardinaux Capranica et Albergati avant son élection, et la devise est un jeu de mots sur le nom de ces cardinaux,. En outre, il est né à Corsignano, dans la république de Sienne. |                                                                                            |
| De cervo et leone.                                  | De cervo et leone.                                  | Paulus. II.                                         | Paulus. II.                                         | Venetus, qui fuit Commendatarius eccleſiæ Ceruienſis, & Cardinalis tituli S. Marci. | Venetus, qui fuit Commendatarius eccleſiæ Ceruienſis, & Cardinalis tituli S. Marci.        |
| 57.                                                 | Du cerf et du lion                                  | Paul II (1464-1471)                                 | Pietro Barbo                                        | Originaire de Venise, qui fut commendataire de l'église de Cervie et cardinal du titre de Saint-Marc. Paul II fut évêque de Cervie ainsi que cardinal de Saint-Marc, dont le symbole est le lion,. |                                                                                            |
| Piscator Minorita.                                  | Piscator Minorita.                                  | Sixtus. IIII.                                       | Sixtus. IIII.                                       | Piſcatoris filius, Franciſcanus. | Piſcatoris filius, Franciſcanus.                                                           |
| 58.                                                 | Le pêcheur et les choses diminuées                  | Sixte IV (1471-1484)                                | Francesco della Rovere                              | Fils de pêcheur, franciscain. Sixte IV est effectivement fils de pêcheur et franciscain, ordre mineur,. Le texte latin pose un double problème : * de sémantique (minoritus n'existe pas : on dit minoratus - diminué, inférieur) * d'accord selon le genre (le nom masculin pescator appelle l'adjectif minoritus, ou plutôt minoratus). Minorita (pour minorata) semble donc plutôt un adjectif substantivé au neutre pluriel signifiant les choses diminuées. Mais l'absence de mot de liaison pose problème. |                                                                                            |
| Præcursor Siciliæ.                                  | Præcursor Siciliæ.                                  | Innocentius. VIII.                                  | Innocentius. VIII.                                  | qui uocabatur Ioãnes Baptiſta, & uixit in curia Alfonſi regis Siciliæ. | qui uocabatur Ioãnes Baptiſta, & uixit in curia Alfonſi regis Siciliæ.                     |
| 59.                                                 | Le Précurseur de Sicile                             | Innocent VIII (1484-1492)                           | Jean-Baptiste Cibo                                  | Nommé Jean-Baptiste, et ayant vécu à la cour d'Alphonse, roi de Sicile. Le nom de naissance du pape Innocent VIII est Jean-Baptiste, nom du précurseur du Christ. De plus, il passa sa jeunesse à la cour de Naples,. |                                                                                            |
| Bos Albanus in portu.                               | Bos Albanus in portu.                               | Alexander. VI.                                      | Alexander. VI.                                      | Epiſcopus Cardinalis Albanus & Portuenſis, cuius inſignia Bos. | Epiſcopus Cardinalis Albanus & Portuenſis, cuius inſignia Bos.                             |
| 60.                                                 | Le bœuf d'Albano au port                            | Alexandre VI (1492-1503)                            | Rodrigo Borgia                                      | Cardinal d'Albano et Porto, dont les armes sont un bœuf. Cardinal-évêque d'Albano et Porto (signifiant port), les armes de sa famille représentent un bœuf,. |                                                                                            |
| De parvo homine.                                    | De parvo homine.                                    | Pius. III.                                          | Pius. III.                                          | Senenſis, familia piccolominea. | Senenſis, familia piccolominea.                                                            |
| 61.                                                 | Du petit homme                                      | Pie III (1503)                                      | Francesco Todeschini Piccolomini                    | Siennois, de la famille Piccolomini. Pie III est issu de la famille siennoise Piccolomini dont le nom est formé des racines piccolo (« petit ») et uomini (« homme »),. |                                                                                            |
| Fructus Jovis juvabit.                              | Fructus Jovis juvabit.                              | Julius. II.                                         | Julius. II.                                         | antea uocatus Ioannes Maria de monte. | antea uocatus Ioannes Maria de monte.                                                      |
| 62.                                                 | Le fruit de Jupiter aidera                          | Jules II (1503-1513)                                | Giuliano della Rovere                               | Génois, ses armes représentent un chêne, arbre de Jupiter. Les armes de Jules II représentent un chêne, arbre sacré de Jupiter,. |                                                                                            |
| De craticula Politiana.                             | De craticula Politiana.                             | Leo. X.                                             | Leo. X.                                             | filius Laurentii medicei, & ſcholaris Angeli Politiani. | filius Laurentii medicei, & ſcholaris Angeli Politiani.                                    |
| 63.                                                 | Du petit gril de Politien                           | Léon X (1513-1521)                                  | Jean de Médicis                                     | Fils de Laurent de Médicis et élève d'Ange Politien. Saint Laurent, père de Léon X, fut martyrisé sur un gril en 258 ; et son fils fut éduqué par Ange Politien,. |                                                                                            |
| Leo Florentius.                                     | Leo Florentius.                                     | Adrian. VI.                                         | Adrian. VI.                                         | Florẽtii filius, eius inſignia Leo. | Florẽtii filius, eius inſignia Leo.                                                        |
| 64.                                                 | Le lion Florent                                     | Adrien VI (1522-1523)                               | Adrien Florenz                                      | Fils de Florent, dont les armes sont un lion. Adrien VI fait partie de la famille Florenz, dont les armes représentent deux lions,. |                                                                                            |
| Flos pilæi ægri.                                    | Flos pilæi ægri.                                    | Clemens. VII.                                       | Clemens. VII.                                       | Florentinus de domo medicea, eius inſignia pila, & lilia. | Florentinus de domo medicea, eius inſignia pila, & lilia.                                  |
| 65.                                                 | La fleur du globe malade                            | Clément VII (1523-1534)                             | Jules de Medicis                                    | Florentin de la maison des Médicis, dont les armes sont formés de boules et de lys. Ses armes représentent six boules, dont l'une comporte trois lys. Le mot malade figurant dans la devise est un jeu de mots sur le nom Médicis (« Medicean » ; « médecin »),. |                                                                                            |
| Hiacynthus medicorum.                               | Hiacynthus medicorum.                               | Paulus. III.                                        | Paulus. III.                                        | Farneſius, qui lilia pro inſignibus geſtat, & Card. fuit SS. Coſme, & Damiani. | Farneſius, qui lilia pro inſignibus geſtat, & Card. fuit SS. Coſme, & Damiani.             |
| 66.                                                 | Le lys des médecins                                 | Paul III (1534-1549)                                | Alexandre Farnèse                                   | Farnèse, qui porte des lis dans ses armes, et cardinal de Saints Côme et Damien. Ses armes représentent des lis bleus, ou hyacinthes, et il fut cardinal de saint Côme et saint Damien, deux médecins martyrs,. En outre, l'histoire d'Alexandre Farnèse est liée à celles des papes qui l'ont précédé Léon X et Clément VII, tous deux de la famille Médicis. |                                                                                            |
| De corona montana.                                  | De corona montana.                                  | Iulius. III.                                        | Iulius. III.                                        | antea uocatus Ioannes Maria de monte. | antea uocatus Ioannes Maria de monte.                                                      |
| 67.                                                 | De la couronne de la montagne                       | Jules III (1550-1555)                               | Giovanni Maria Ciocchi del Monte                    | Autrefois appelé Jean Marie du Mont. Sur ses armes sont représentées des montagnes et des couronnes,. |                                                                                            |
| Frumentum floccidum.                                | Frumentum floccidum.                                | Marcellus. II.                                      | Marcellus. II.                                      | cuius inſignia ceruus & frumẽtum, ideo floccidum, quod pauco tempore uixit in papatu. | cuius inſignia ceruus & frumẽtum, ideo floccidum, quod pauco tempore uixit in papatu.      |
| 68.                                                 | Le grain de blé insignifiant                        | Marcel II (1555)                                    | Marcel Cervini                                      | dont les armes étaient un cerf et du grain, mais insignifiant, qui ne fut que peu de temps pape. On retrouve sur les armes de Marcel II un cerf et le grain ; « insignifiant », parce qu'il ne fut pape que quelques jours,. |                                                                                            |
| De fide Petri.                                      | De fide Petri.                                      | Paulus. IIII.                                       | Paulus. IIII.                                       | antea uocatus Ioannes Petrus Caraffa. | antea uocatus Ioannes Petrus Caraffa.                                                      |
| 69.                                                 | De la foi de Pierre                                 | Paul IV (1555-1559)                                 | Giovanni Pietro Carafa                              | anciennement appelé Jean Pierre Caraffa. On dit qu'avant d'être élu, Paul IV préférait utiliser son second prénom, Pietro,. |                                                                                            |
| Æsculapi pharmacum                                  | Æsculapi pharmacum                                  | Pius. IIII.                                         | Pius. IIII.                                         | antea dictus Io.Angelus Medices | antea dictus Io.Angelus Medices                                                            |
| 70.                                                 | Le remède d'Esculape                                | Pie IV (1559-1565)                                  | Giovanni Angelo de Medici                           | avait étudié la médecine, puis le droit jeu de mots sur le nom de famille, Esculape étant le dieu de la médecine. |                                                                                            |
| Angelus nemorosus                                   | Angelus nemorosus                                   | Pius. V.                                            | Pius. V.                                            | Michael uocatus, natus in oppido Boſchi | Michael uocatus, natus in oppido Boſchi                                                    |
| 71.                                                 | L'ange des bois                                     | Pie V (1566-1572)                                   | Michel Ghisleri                                     | Michel est le nom d'un ange était né à Bosco (signifiant bois) en Lombardie, en 1504. |                                                                                            |
| Medium corpus pilarum                               | Medium corpus pilarum                               | Gregorius. XIII.                                    | Gregorius. XIII.                                    | cujus inſigna medius Draco | cujus inſigna medius Draco                                                                 |
| 72.                                                 | Le corps au milieu des boules                       | Grégoire XIII (1572-1585)                           | Le cardinal Ugo Boncompagni                         | dont les armes représentaient une moitié de corps de dragon créé cardinal par Pie IV qui portait des boules dans ses armes. |                                                                                            |
| Axis in medietate signi                             | Axis in medietate signi                             | Sixtus. V.                                          | Sixtus. V.                                          | qui axem in medio Leonis in armis geſtat | qui axem in medio Leonis in armis geſtat                                                   |
| 73.                                                 | L'axe au centre de la prophétie                     | Sixte V (1585-1590)                                 | Felice Peretti                                      | qui portait un axe au milieu d'un lion dans ses armes Cette devise marque chronologiquement la moitié de la prophétie, qui se dit signum en latin. |                                                                                            |
| De rore coeli                                       | De rore coeli                                       | Vrbanus. VII.                                       | Vrbanus. VII.                                       | qui fuit Archiepiſcopus Roſanenſis in Calabria, ubi mana colligitur | qui fuit Archiepiſcopus Roſanenſis in Calabria, ubi mana colligitur                        |
| 74.                                                 | De la rosée du ciel                                 | Urbain VII (1590-1590)                              | Gianbattista Castagna                               | qui fut archevêque de Rossano en Calabre, où la manne est collectée |                                                                                            |
| Ex antiquitate Urbis                                | Ex antiquitate Urbis                                | Gregorius XIIII.                                    | Gregorius XIIII.                                    | – | –                                                                                          |
| 75.                                                 | De l'ancienneté de la Ville (de Rome)               | Grégoire XIV (1590-1591)                            | Niccolo Sfondrati (Nicolas Sfondrato)               | originaire de Milan, ville ancienne et sénateur, fils de sénateur (senator signifie ancien). |                                                                                            |
| Pia civitas in bello                                | Pia civitas in bello                                | Innocentius. IX.                                    | Innocentius. IX.                                    | – | –                                                                                          |
| 76.                                                 | La pieuse cité en guerre                            | Innocent IX (1591-1591)                             | Gian Antonio Facchinetti (Antoine Facchinetti)      | originaire de Bologne, cité célèbre dans les annales de l'Église romaine et souvent appelée à défendre la Papauté. Ce pape envoya en outre des troupes aux ligueurs de France, seul fait important de son pontificat très court. |                                                                                            |
| Crux romulea                                        | Crux romulea                                        | Clemens. VIII.                                      | Clemens. VIII.                                      | – | –                                                                                          |
| 77.                                                 | La croix de Rome                                    | Clément VIII (1592-1605)                            | Ippolito Aldobrandini (Hippolyte Aldobrandini)      | de la famille romaine des Aldobrandini (Romulus fut le fondateur de Rome), dont les armes représentaient une série de croix attachées les unes aux autres et qui rappelle la croix du pontife romain à plusieurs croisillons. En outre, c'est sous son pontificat que fut achevé le dôme de la basilique Saint-Pierre, coiffé d'une croix dorée. |                                                                                            |

## Édition originale

Pages du Lignum Vitæ d'Arnold Wion (1595)
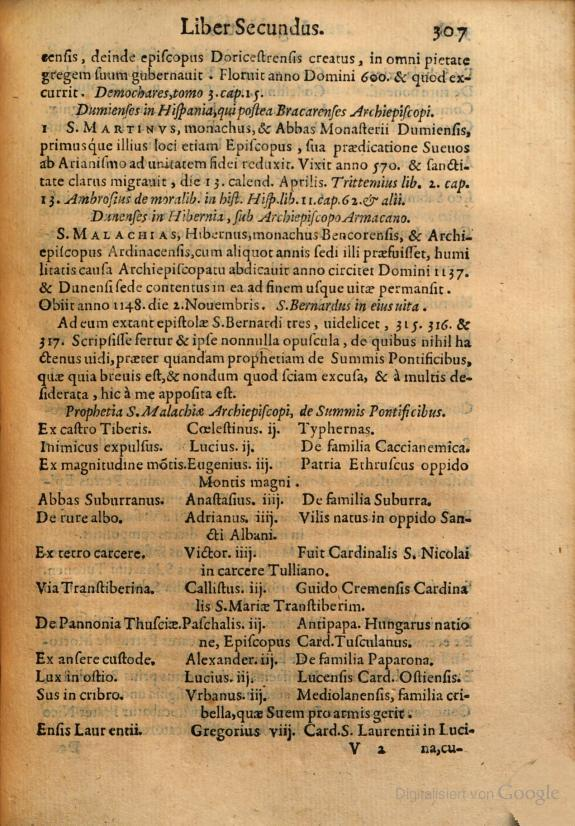
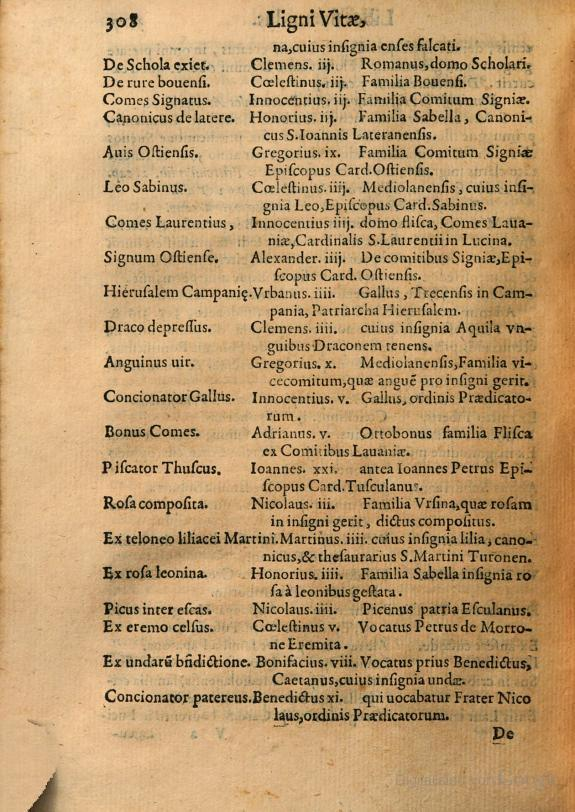
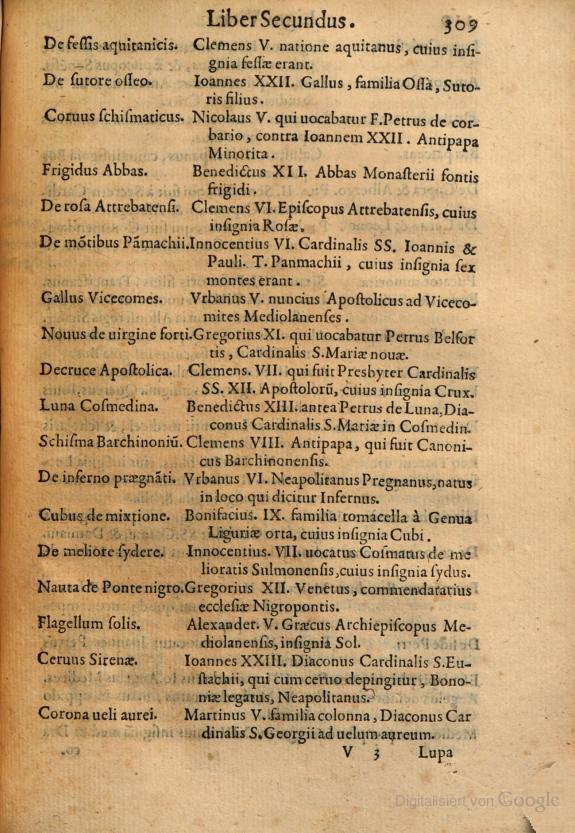
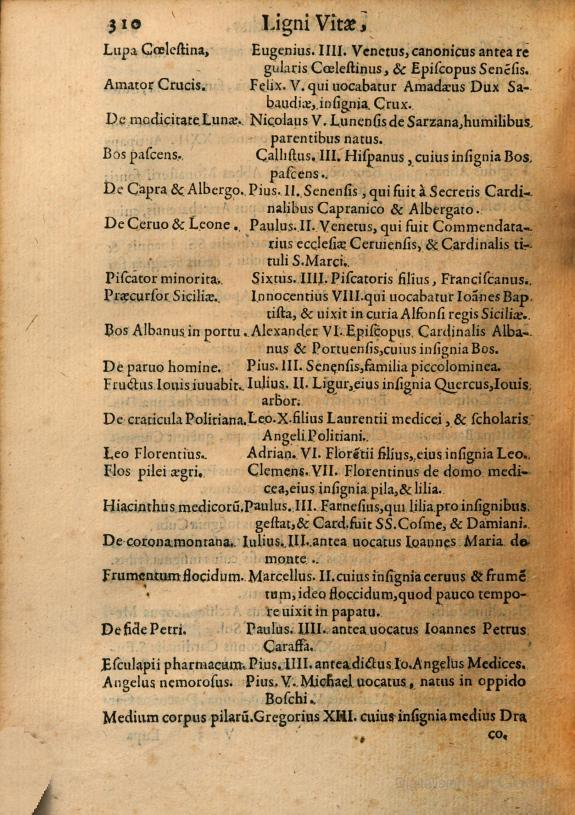
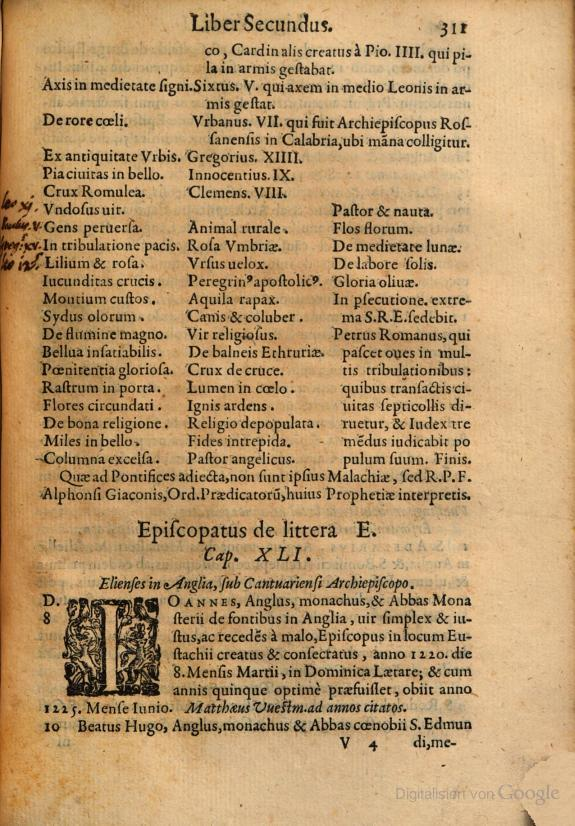

#### Ouvrage d'Arnold Wion
- (la) Arnold Wion, (la) Lignum vitæ, Ornamentum et decus Ecclesiæ : Texte original des prophéties, Venise, 1595 (lire en ligne), p. 307-311.

#### Ouvrages traitant de la prophétie
- Michel Gorgeu, Remarques sur les Souverains Pontifes romains qui ont tenu le Saint Siège depuis Célestin II jusqu'à maintenant, avec leurs armes blasonnées en taille douce. Au sujet de la prophétie qui se voit sous le nom de Saint Malachie, Archevesque d'Armach, Primat d'Irlande, Abbeville, Laurens Maurry le jeune, imprimeur et libraire à Rouen, 1659, 123 et 128 pages, In-4°, (ff 6).
- Louis Coulon, L'histoire et la vie des papes, 1673 (lire en ligne).
- Claude-François Ménestrier, Petit imprimé du p. Menestrier, jésuite sur la chimère des prétendues prophéties de S. Malachie, Paris, 1689 (lire en ligne)
- Claude-François Ménestrier, La Philosophie des images énigmatiques, Lyon, 1694 (lire en ligne).
- Louis Moreri, Le grand dictionnaire historique ou Le mêlange curieux de l'histoire sacrée et profane, 1740, 747 p. (lire en ligne).
- J. Van der Moere, La Fausseté des soi-disantes [sic] prophéties d'Orval, de St. Malachie, et de Blois, Gand, 1872.
- François Cucherat, La Prophétie de la succession des Papes, Grenoble, imprimerie de E. Dardelet, 1873.
- (en) M.J. O'Brien, An historical and critical account of the so-called Prophecy of St. Malachy, regarding the succession of the popes, Dublin, M.H. Gill & Son, 1880 (lire en ligne).
- Joseph Maître, La prophétie des papes attribuée à S. Malachie : étude critique par l'abbé Joseph Maître, Beaune, G. Loireau, 1901 (lire en ligne sur Gallica).
- Joseph Maitre, Les Papes et la Papauté : de 1143 à la fin au monde, d'après la prophétie attribuée à saint Malachie, 1902.
- René Thibaut, La mystérieuse prophétie des Papes, Namur, Faculté de Philosophie et Lettres, 1951.
- Léon Cristiani, Nostradamus, Malachie et Cie, Paris, Éditions du Centurion, 1955, 148 p..
- (en) Peter Bander, The Prophecies of St. Malachy, Colin Symthe Ltd., 1969
- Daniel Réju, Les prophéties de Saint Malachie - Mort des Papes et Apocalypse, Monaco, Éditions du Rocher, 1979.
- Max Marin, La Fin du monde ? Le retour du Christ bientôt, Nouvelles éditions latines, 1981, 85 p. (lire en ligne).
- Jean-Charles de Fontbrune, Prophétie des Papes, Paris, Éditions du Rocher, 1992.
- Roger Duguet, Autour de la tiare : essai sur les prophéties concernant la succession des papes du XIIIe siècle à la fin des temps, Sorlot, 1997, 286 p. (lire en ligne).
- Jean-Luc Maxence, Les Secrets de la prophétie de saint Malachie ou les papes des derniers temps, 1997 (ISBN 2844543944 et 9782844543943).
- Augustin Redondo et Christine Aguilar,, La prophétie comme arme de guerre des pouvoirs, Presses Sorbonne Nouvelle, 1er janvier 2000, 453 pages (lire en ligne).
- Jacques Halbronn, Papes et prophéties - Décodages et influences, Boulogne-Billancourt, Axiome éditions, 2005.
- Jean Broutin, L'Axe au milieu du signe, Éditions Dédicaces, Montréal, 2013.
- Jean-Marie Beuzelin, La surprenante prophétie de Saint Malachie, Éd. Grancher, 2013 (ISBN 978-2733912737).
- (en) « Prophecies of St. Malachy », dans Catholic Encyclopedia (lire en ligne).

### Banques de données, dictionnaires et encyclopédies
- Notices dans des dictionnaires ou encyclopédies généralistes :   - Britannica
  - Gran Enciclopèdia Catalana
  - Universalis
- Notices d'autorité :   - GND
  - Tchéquie